# Масований ракетний обстріл України 10 лютого 2023
10 лютого 2023 року в ході російського вторгнення в Україну російські військові завдали чергового масованого ракетного удару по енергетичній інфраструктурі України (14-й масований удар за даними прем'єр-міністра України).
ЗСУ повідомляли про запуск по українській критичній інфраструктурі 71 ракети, 61 з яких збила протиповітряна оборона.

## Обстріл
Обстріли почались іще вночі з 9 на 10 лютого 2023 року масовими пусками БПЛА-камікадзе типу Shahed 136. Також було завдано удару ракетами від ЗРК С-300 по об'єкту критичної інфраструктури в Запорізькому районі. Було зруйновано технічне обладнання та споруди. Ракети залітали у повітряний простір Молдови.
Під час цього обстрілу росіяни використали рекордну кількість ракет від С-300 для ударів по наземних об'єктах — до 35 ракет було випущено по об'єктах в Запорізькій та Харківській областях.
| Регіон                                                | Місце                                                 | Ракета                                                | Збито                                               | Влучання, загиблі/поранені                          |
| ----------------------------------------------------- | ----------------------------------------------------- | ----------------------------------------------------- | --------------------------------------------------- | --------------------------------------------------- |
| Харківська обл.                                       | Харків                                                | 5В55                                                  | 0/35                                                | енергетична та цивільна інфраструктура, жертви: 0/8 |
| Запорізька обл.                                       | Запорізька обл.                                       | 5В55                                                  | 0/35                                                | енергетична та цивільна інфраструктура              |
|                                                       |                                                       |                                                       |                                                     |                                                     |
| Хмельницька обл.                                      | Хмельницька обл.                                      | —                                                     | 38/47                                               | енергетична інфраструктура                          |
| Львівська обл.                                        | Львівська обл.                                        | —                                                     | 38/47                                               | перехоплено українською ППО, пошкодження уламками   |
| Вінницька обл.                                        | Вінницька обл.                                        | —                                                     | 38/47                                               | перехоплено українською ППО, пошкодження уламками   |
| Дніпровська обл.                                      | Дніпровська обл.                                      | —                                                     | 38/47                                               | перехоплено українською ППО, пошкодження уламками   |
| Київ                                                  | Київ                                                  | —                                                     | 10/11                                               | перехоплено українською ППО, пошкодження уламками   |
| Одеська обл.                                          | Одеська обл.                                          | —                                                     | 13/13                                               | перехоплено українською ППО, пошкодження уламками   |
| Україна загалом (не рахуючи систем С-300 та Іскандер) | Україна загалом (не рахуючи систем С-300 та Іскандер) | Україна загалом (не рахуючи систем С-300 та Іскандер) | 61/71                                               | жертви: 0/8                                         |
| Відсоток перехоплених ракет ППО та іншими засобами:   | Відсоток перехоплених ракет ППО та іншими засобами:   | Відсоток перехоплених ракет ППО та іншими засобами:   | Відсоток перехоплених ракет ППО та іншими засобами: | 86%                                                 |

## Наслідки
Через ракетну атаку ворога у деяких областях запроваджено аварійні відключення світла.
Через проблеми з електричним живленням та пошкодження контактної мережі мали місце затримки потягів, а пасажирів деяких рейсів довелось пересадити на поїзди з дизельною тягою.